# Jean-Claude Makaya Loembe
Pour les articles homonymes, voir Makaya.
Jean-Claude Makaya Loembe, né le 13 mai 1954 à Pointe-Noire en République du Congo, est un prélat catholique congolais, ancien évêque du diocèse de Pointe-Noire de 1994 à 2011. 
Ordonné prêtre en 1983, il exerce un ministère épiscopal de près de 17 ans à la tête de ce diocèse, marquant son action par des réformes administratives et financières, ainsi qu’un engagement pour la justice sociale et la réconciliation nationale

## Biographie

### Enfance et famille
Jean-Claude Makaya Loembe née à Pointe - Noire dans le quartier de Mvoumvou. Cinquième et dernier enfant de ses parents, il grandit dans une fratrie de trois frères et deux sœurs, dont une sœur issue d’une union hors mariage de son père.  
En 1983, il est Ordonné prêtre, le 19 décembre 1994, il est ordonné le 22 avril 1995 par Albert Rouet, évêque de Poitiers, il devient le quatrième évêque du diocèse, succédant à Jean-Baptiste Fauret, Émile Godefroy M’Pwâti et Georges-Firmin Singha. 
il est nommé évêque du diocèse de Pointe-Noire par le  pape Jean-Paul II. 

### Départ et réhabilitation
Le 31 mars 2011, il est relevé de ses fonctions d’évêque par le pape Benoît XVI en raison de problèmes de gestion, notamment économiques, et de tensions au sein du diocèse,,,. 

## Voir Aussi

### Articles Connexes
- Diocèse de Pointe-Noire
- Émile Biayenda